# Franz Sigel
Franz Sigel (Sinsheim, 18 november 1824 – New York, 21 augustus 1902) was een generaal van Duitse afkomst die vocht in de Amerikaanse Burgeroorlog.

## Jeugd in Duitsland
Franz Sigel werd geboren in het groothertogdom Baden en liep school te Bruchsal. Hij studeerde in 1843 af aan de militaire academie van Karlsruhe en ging als luitenant bij het leger van Baden. Hij leerde er de revolutionairen Friedrich Hecker en Gustav von Struve kennen. In 1847 raakte hij gewond bij een duel. Hij verliet het leger en ging rechten studeren aan de Universiteit van Heidelberg.

## Maartrevolutie in Baden
Hij organiseerde revolutionaire vrijkorpsen in Mannheim en Seekreis Baden en werd kolonel in de Maartrevolutie van 1848 in het groothertogdom Baden. In april 1848 ronselde hij meer dan 4000 vrijwilligers om Freiburg te belegeren. Op 23 april vernietigden de beter uitgeruste en meer ervaren troepen van Pruisen en Württemberg zijn militie. In 1849 werd hij minister van oorlog en hoofdbevelhebber van het revolutionair republikeins bewind van Baden. Hij raakte gewond bij een schermutseling en moest zijn commando neerleggen, maar steunde zijn opvolger Ludwik Mieroslawski met raad en daad. In juli versloegen de Pruisische troepen de revolutionairen en Mieroslawski vluchtte. Sigel leidde de terugtocht van de overblijvende troepen naar Zwitserland. Sigel trok naar Engeland en emigreerde in 1852 naar de Verenigde Staten, net als vele andere Duitse Forty-Eighters.

## Amerika
Sigel gaf les in publieke scholen van New York. Hij meldde zich ook voor de militie van de staat. Hij trouwde met een dochter van Rudolf Dulon en gaf les in de school van Dulon. In 1857 werd hij professor aan het Duits-Amerikaans instituut te St. Louis (Missouri). Hij werd in 1860 directeur van de publieke scholen in St. Louis. Hij wendde in 1861 zijn invloed op de immigranten aan om Duitsers te werven voor de Unie en tegen de slavernij.

## Amerikaanse Burgeroorlog
Na uitbraak van de Amerikaanse Burgeroorlog ging Sigel op 4 mei 1861 als kolonel bij het 3e infanterieregiment van Missouri. Hij ronselde en organiseerde voor een expeditie naar zuidwest Missouri en vocht in de Slag bij Carthage van 1861. Sigel verloor de slag en nam nog deel aan een schermutseling bij Dug Springs.
President Abraham Lincoln zocht in de zomer steun voor de Unie bij immigranten. Vanwege zijn invloed bij de Duitse immigranten leek Sigel daartoe geschikt. Sigel werd op 7 augustus 1861 bevorderd tot brigadegeneraal.
Sigel diende onder brigadegeneraal Nathaniel Lyon in de overmeestering van de Camp Jackson Affair in St. Louis. Hij vocht in de Slag bij Wilson's Creek, waar ze rond het zuidelijke kamp trokken om langs achter aan te vallen, maar een nederlaag leden. Sigel leidde de terugtocht nadat Lyon dood was. 
Op 8 maart 1862 leidde Sigel twee divisies in de Slag bij Pea Ridge en stelde hij de artillerie op om generaal-majoor Earl Van Dorn te verslaan op de tweede dag van de slag.
Sigel werd op 21 maart 1862 bevorderd tot generaal-majoor. 
Hij leidde een divisie in de Shenandoahvallei, maar verloor tegen generaal-majoor Stonewall Jackson. 
Hij voerde het bevel over het I Corps in het Army of Virginia van John Pope in de  Tweede Slag bij Bull Run, maar leed weer een nederlaag en raakte gewond aan zijn hand.
In de winter van 1862–'63 voerde Sigel het bevel over het XI Corps met vooral Duitse immigranten in het Army of the Potomac. 
Zijn korps bleef in reserve bij de Slag bij Fredericksburg. Sigel kreeg een reputatie van onbekwaam generaal, maar zijn flair om Duitse immigranten te rekruteren en te motiveren hield hem in stand.
Veel van die soldaten spraken weinig Engels en ze zongen "I goes to fight mit Sigel".
Ze waren teleurgesteld toen Sigel in februari 1863 het korps verliet en vervangen werd door generaal-majoor Oliver O. Howard, die geen band had met de immigranten. 
Na het vertrek van Sigel leed het XI Corps twee zware nederlagen in de Slag bij Chancellorsville en de Slag bij Gettysburg.
Generaal Henry W. Halleck had een hekel aan Sigel en gaf hem tot maart 1864 onbelangrijke taken in oost Pennsylvania. 
President Lincoln gaf oorlogsminister Edwin M. Stanton opdracht om Sigel aan het hoofd te plaatsen van het nieuw departement in West Virginia.
Sigel begon in 1864 de Valleyveldtocht en trok de Shenandoahvallei in.
Generaal-majoor John C. Breckenridge versloeg hem op 15 mei 1864 in de Slag bij New Market. Sigel werd vervangen door generaal-majoor David Hunter. In juli vocht Sigel zijn laatste slag tegen luitenant-generaal Jubal A. Early bij Harpers Ferry (West Virginia), maar verloor en werd vervangen door Albion P. Howe.

## Na de oorlog
Sigel nam ontslag op 4 mei 1865. Hij werkte kort bij de Baltimore Wecker en dan bij een krant in New York. Hij ging dan in de politiek, zowel bij de Democratische Partij als de Republikeinse Partij. In de verkiezing van 1869 deed hij voor de Republikeinen mee voor minister van de staat New York, maar hij verloor tegen de Democraat Homer Augustus Nelson. In mei 1871 was hij belastingontvanger en in oktober 1871 ambtenaar van de stad. In 1887 benoemde president Grover Cleveland hem in de pensioendienst van de stad New York. Hij gaf lezingen, werkte in reclame en gaf de New York Monthly uit, een Duits-Amerikaans tijdschrift.

## Militaire loopbaan
- Leutnant: 1843
- Colonel: 4 mei 1861
- Brigadier General: 7 augustus 1861 (effectief 17 mei)
- Major General of volunteers: 21 maart 1862
- Ontslag USA: 4 mei 1865[12]